# 早口川
早口川（はやぐちがわ）は、秋田県大館市を流れる26.5 kmの河川。上流部は大川目川（おおかわめがわ）と呼ばれる。

## 地理
秋田県大館市北西部の青森県境近くの白神山地に源を発し南へ流れる。途中いくつか支流を合わせ、大館市早口地内で米代川に合流する。流域のほとんどが渓流で、上流部の主に左岸は田代岳県立自然公園となっている。治水目的に早口ダムや早口水門が建設されており、早口ダムは発電にも利用されている。

## 歴史
人見蕉雨は『黒甜瑣語』で1737年に起きた早口川の地すべりを記録している。早口沢は27里の沢の長さであるが、丁己（1737年と思われる）の文月（7月）のはじめ、この沢の7里ほど奥に2里余りの堤が一夜にしてできた。左右両方より山崩れが起きて渓流をせき止め、4丈5丈の大きな石畳が築かれた。どのような者の仕業か、山ににしこりという木があれば山わろや鬼童の集まることろであるとも言う。この山中に時々童が鬼のようになっている様子を見ることがある。前年ある人が見たのは1人の大きな童が10人でも抱くことが困難な大石を背負ってうつ伏せになって沢水を飲んでた。里の人はこれを鬼童と言っている。また、仙人が山中で暇な時にしこりを焼いて色々な怪物を集めることを見ることがあるという。

## 支流
- 薄市沢[1]
- 大割沢川[1]

## 観光
旧田代町内を流れる早口川は、天然鮎が釣れることで知られる。